# منطقة سيروهي
سيروهي رمزها «SR» (بالإنجليزية: Sirohi)‏ ، هو تقسيم إداري لدولة الهند تتبع ولاية راجاستان (بالإنجليزية: Rajasthan)‏ ، مركزها هو مدينة سيروهي (بالإنجليزية: Sirohi)‏ عدد سكانها حسب تعداد سنة 2001 هو 850,756 ، مساحتها 5,136 كم² وكثافة السكان 166 لكل كم² .